# Сапонанджело, Тереза
Тереза Сапонанджело (итал. Teresa Saponangelo; род. 22 октября 1973, Таранто, Апулия) — итальянская актриса.

## Биография
Родилась в городе Таранто 22 октября 1973, в семье рабочего и домохозяйки. Отец умер, когда девочке было два года, и в 1976 году она переехала с матерью и братом в Неаполь.
Проработав в нескольких театральных сообществах, Тереза официально дебютировала на сцене в спектакле Джакомо Риццо «Ce penza mammà». Не сумев поступить на актёрские курсы Пикколо-театро и Accademia Nazionale, Сапонанджело училась в школе Palmi Drama School по предложению Джорджо Альбертацци.
В 1994 году она дебютировала в фильме «Il Verificatore» Стефано Инчерти, затем снималась у братьев Тавиани, Серджо Рубини, Паоло Вирдзи и Сильвио Сольдини и других известных режиссёров. В 2000 году она была номинирована на премию «Серебряная лента» за лучшую женскую роль за свою роль в фильме In the Beginning There Was Underwear. В том же году Тереза получила премию Premio Ubu за роль Дорины в спектакле «Tartufo».
В 2022 году получила премию «Давид ди Донателло» за лучшую женскую роль второго плана за работу в фильме «Рука Бога».